# Acacesia villalobosi
Acacesia villalobosi är en spindelart som beskrevs av Susan Glueck 1994. Acacesia villalobosi ingår i släktet Acacesia och familjen hjulspindlar. Inga underarter finns listade i Catalogue of Life.